# 도토미이치노미야역
도토미이치노미야역(일본어: 遠江一宮駅)은 일본 시즈오카현 슈치군 모리정 이치노미야에 있는 덴류하마나코 철도의 철도역이다.
한때 무인역이었으나 현재는 역사가 개조되어 수타국수 집이 병설되어 있다. 수타국수 집은 오전에는 매진이 될 정도의 인기점이다.

## 역세권 정보
- 이치노미야 우체국
- 오구니 신사
- 고쿠라쿠지

## 역사
- 1940년 6월 1일: 도토미모리 역 - 가나사시 역 구간 개통시에 일본국유철도 후타마타 선의 역으로 개업.
- 1961년 5월 16일: 엔슈 철도의 동차가 니시카지마역에서 당역 경유로 도토미모리 역까지 직통 운행 개시.
- 1962년 8월 21일: 화물 취급 폐지(여객 전용역이 됨).
- 1966년 10월 1일: 엔슈 철도의 동차 직통 운행 폐지.
- 1970년 6월 1일: 수하물 소화물 취급 폐지와 동시에 역무원 무배지역이 됨.
- 1987년 3월 15일: 후타마타 선이 제3섹터 철도인 덴류 하마나코 철도로 전환.

## 인접역
| 덴류하마나코 철도 ■ 덴류하마나코 선 | 덴류하마나코 철도 ■ 덴류하마나코 선 | 덴류하마나코 철도 ■ 덴류하마나코 선 |
| ----------------------------------- | ----------------------------------- | ----------------------------------- |
| 엔덴 가케가와 방면                  | 보통                                | 시키지 신조하라 방면                |